# Leucocianidolo
Il leucocianidolo è un composto chimico incolore, appartenente al gruppo dei leucoantociani ed al gruppo degli idrossiflavani, che viene estratto da numerose piante, fra le quali Aesculus hippocastanum (ippocastano), Anacardium occidentale (anacardi), Cinnamomum camphora (canfora), Hamamelis virginiana (amamelide americano), Hordeum vulgare (orzo), Malva sylvestris (malva blu), Schinus terebinthifolia (albero del pepe brasiliano), Terminalia catappa (mandorlo indiano), Theobroma cacao (cacao), Pinus pinaster (pino marittimo), Vitis vinifera (vite) ed altre ancora.
Le leucocianidine possono essere sintetizzate a partire dalla diidroquercetina attraverso una reazione di riduzione che coinvolge il sodio boroidruro.

## Meccanismo d'azione
Il leucocianidolo aumenta la resistenza dei capillari, antagonizza la perdita della frazione corpuscolata del sangue e normalizza la permeabilità capillare.

## Usi clinici
Il leucocianidolo è usato nel trattamento sintomatico della insufficienza veno-linfatica e nel trattamento dei disturbi dovuti a fragilità capillare.

Il farmaco trova anche impiego in oftalmologia nel trattamento dei disturbi che coinvolgono la circolazione della retina o della coroide.

## Controindicazioni
Ipersensibilità nota al principio attivo.

## Dosi terapeutiche
In oftalmologia si somministrano per via orale 160 mg di farmaco al giorno come dose d'attacco, e dopo i primi giorni, 80 mg al giorno.

In medicina generale la posologia è di 12o mg/die per i primi 6 giorni di trattamento e 60 mg/die per i 20 giorni successivi.

Negli attacchi acuti di emorroidi si usano 200–240 mg in un'unica somministrazione.